# میتو کومون
میتو کومون (ژاپنی: 水戸黄門) یک مجموعه تلویزیونی درام تاریخی ژاپنی است که از سال ۱۹۶۹ تا سال ۲۰۱۱ میلادی پخش شد و طولانی‌ترین سریال تلویزیونی تاریخ ژاپن محسوب می‌شود. شخصیت اصلی سریال، «توکوگاوا میتسوکونی»، قائم‌مقام پیشین شوگون و دایمیوی بازنشسته در قلمروی میتو است. او در لباس مبدل و در قالب یک بازرگان و فروشندهٔ کرپ از ولایت اچیگو، به همراه دو محافظ سامورایی با نام‌های «ساساکی سوکه سابورو» (سوکه-سان) و «آتسومی کاکونوشین» (کاکو-سان) سفر می‌کند و با بی‌عدالتی‌ها و تعدی‌های ظالمانه مبارزه می‌کند.

## بازیگران اصلی
- ایجیرو تونو در نقش «میتو کومون» (فقط در ۱۳ فصل اول سریال؛ سپس به ترتیب کو نیشیمورا، آسائو سانو، کوجی ایشیزاکا و سرانجام کوتارو ساتومی این نقش را ایفا کردند)
- ریوتارو سوگی در نقش «ساساکی سوکه سابورو» (سوکه-سان) (بعدها بازیگران دیگری از جمله کوتارو ساتومی این نقش را ایفا کردند.)
- تاداشی یوکوچی در نقش «آتسومی کاکونوشین» (کاکو-سان) (بعدها بازیگران دیگری از جمله گورو ایبوکی این نقش را ایفا کردند.)
- ایچیرو ناکاتانی در نقش «کازاگوروما»
- شیگرو تسویوگوچی در نقش «فوروکاوا هیوگو»
- کِـی‌کو یومی در نقش «اوچو»
- یومی ایوائی
- ریوهی اوچیدا
- میکیئو ناریتا
- کائورو یومی